# Merry & Happy
Merry & Happy – album studyjny południowokoreańskiej grupy Twice, wydany 11 grudnia 2017 roku przez JYP Entertainment i dystrybuowany przez Genie Music. Jest to repackage album płyty Twicetagram, zawiera dwa nowe utwory: „Merry & Happy” i „Heart Shaker”.
Album ukazał się w trzech edycjach: cyfrowej i dwóch fizycznych („Merry” i „Happy”). Jest ponownym wydaniem Twicetagram, zawierał dodatkowo dwa nowe utwory, w tym główny singel „Heart Shaker”. Sprzedał się w nakładzie 189 554 egzemplarzy w Korei Południowej (stan na kwiecień 2018 r.).

## Lista utworów
| CD  | CD                                                                   | CD                                           | CD                                           | CD                                           | CD      |
| Nr  | Tytuł utworu                                                         | Tekst                                        | Kompozycja                                   | Aranżacja                                    | Długość |
| --- | -------------------------------------------------------------------- | -------------------------------------------- | -------------------------------------------- | -------------------------------------------- | ------- |
| 1.  | „Heart Shaker”                                                       | Galactika                                    | David Amber, Sean Alexander                  | David Amber, Avenue 52                       | 3:08    |
| 2.  | „Merry & Happy”                                                      | J.Y. Park "The Asiansoul"                    | Joe Lawrence, Dawn Elektra, Sam Hocking      | Joe Lawrence                                 | 3:16    |
| 3.  | „Likey”                                                              | Black Eyed Pilseung, Jeon Gun                | Black Eyed Pilseung, Jeon Gun                | Rado                                         | 3:28    |
| 4.  | „Turtle” (kor. 거북이 Geobugi)                                       | Jeong Ho-hyun (e.one)                        | Jeong Ho-hyun (e.one)                        | Jeong Ho-hyun (e.one)                        | 3:18    |
| 5.  | „Missing U”                                                          | earattack, Dahyun, Chaeyoung                 | earattack                                    | earattack, Yooki                             | 3:00    |
| 6.  | „Wow”                                                                | Mafly, Ponde, Lee Mi-so, Kako                | Pop Time, Kriz                               | Pop Time                                     | 3:01    |
| 7.  | „FFW”                                                                | Kiggen, Assbrass                             | Reign Write, NAOtheLAIZA                     | NAOtheLAIZA                                  | 3:46    |
| 8.  | „Ding Dong”                                                          | Jowul                                        | Risto Asikainen, Antti Hynninen              | Antti Hynninen                               | 3:32    |
| 9.  | „24/7”                                                               | Nayeon, Jihyo                                | Daniel Caesar, Ludwig Lindell, Cazzi Opeia   | Caesar & Loui                                | 3:36    |
| 10. | „Look at Me” (kor. 날 바라바라봐 Nal barabarabwa)                    | Frants, Hyelim                               | Frants, Hyelim                               | Frants                                       | 3:13    |
| 11. | „Rollin'”                                                            | earattack, Yooki                             | earattack, Fox Stevenson                     | Fox Stevenson, earattack                     | 3:11    |
| 12. | „Love Line”                                                          | Jeongyeon                                    | Darren Smith, Tammy Infusino                 | Darren "Baby Dee Beats" Smith                | 3:17    |
| 13. | „Don't Give Up” (kor. 힘내! (Don't Give Up) Himnae! (Don't Give Up)) | Chaeyoung                                    | Chris Wahle, Thomas Harsem, Andreas Ohrn     | Chris Wahle                                  | 2:58    |
| 14. | „You in My Heart” (kor. 널 내게 담아 Neol naege dama)                | Jeong Ho-hyun (e.one), Choi Hyun-jun (e.one) | Jeong Ho-hyun (e.one), Choi Hyun-jun (e.one) | Jeong Ho-hyun (e.one), Choi Hyun-jun (e.one) | 3:29    |
| 15. | „Jaljayo Good Night” (kor. 잘자요 굿나잇 Jaljayo gunnait)            | Kevin Oppa (mr. cho)                         | Kevin Oppa (mr. cho)                         | Kevin Oppa (mr. cho)                         | 4:23    |

## Notowania
| Lista                               | Pozycja |
| ----------------------------------- | ------- |
| Gaon Weekly Album Chart             | 1       |
| Gaon Monthly Album Chart            | 2       |
| Gaon Yearly Album Chart             | 19      |
| Oricon Weekly Digital Album Ranking | 15      |
| Five Music (Tajwan)                 | 1       |